# Packard Bell
Packard Bell è un produttore di elettronica di consumo. Fondata nel 1926 come produttore di apparecchi radio a Los Angeles, divenne successivamente un fornitore del Dipartimento della difesa statunitense e si espanse nel settore dell'elettronica di consumo.

## Storia
Nel 1968 venne acquisita dalla Teledyne. Nel 1986 alcuni investitori, tra i quali Beny Alagem, ne rilevarono il marchio e lo rilanciarono come produttore di computer economici. Parte della popolarità del marchio è dovuta alla produzione di computer più economici rispetto alle case concorrenti e anche, probabilmente, ai frequenti fraintendimenti dei clienti che confondono Packard Bell con altri marchi noti con i quali condivide parte del nome, quali ad esempio Hewlett-Packard, Pacific Bell, e Bell Laboratories.
Nel 1996 Packard Bell rileva la Zenith Data Systems dal gruppo Bull e accoglie lo stesso gruppo e la NEC Corporation nella propria compagine azionaria. Diventò così a tutti gli effetti una controllata della NEC, creando una compagnia del valore di 4,5 miliardi di dollari americani con una quota di mercato negli Stati Uniti del 15% (primo produttore in termini di unità vendute). Nel 1998 Beny Alagem rassegnò le dimissioni.
La società, considerata come produttore di discreta qualità, a fine anni '90 iniziò ad avere invece la fama di produttore di scarsa qualità, quando grandi concorrenti come Hewlett-Packard e Compaq accusarono la compagnia di Los Angeles di riciclare pezzi di hardware scadenti e assemblarli nei suoi nuovi prodotti; dopo una sorta di propaganda denigratoria nei confronti dell'azienda, spinse la NEC a ritirare il marchio Packard Bell dagli Stati Uniti nel 1999 per un determinato periodo, mantenendolo però in Europa dove la reputazione dell'azienda non era stata toccata dalle accuse.
Negli ultimi anni Packard Bell ha esteso la sua produzione al mercato dei lettori MP3/WMA; nel 2004 ha inoltre cambiato il proprio logo. Nel settembre 2006 Packard Bell è stata acquistata dal magnate californiano, originario di Hong Kong, Lap Shun (John) Hui, ex proprietario di eMachines, venduta a Gateway il 30 gennaio 2004.
Il produttore cinese Lenovo aveva manifestato in agosto 2007 interesse nell'acquisto della compagnia, ma nel gennaio 2008 Packard Bell è stata acquisita da Acer, che in questo modo ha consolidato la sua presenza nel mercato europeo ed è diventato il terzo produttore in termini di vendite a livello mondiale. L'acquisto della compagnia ha fatto parte di un accordo stipulato nel momento in cui il colosso taiwanese acquistò Gateway, che aveva il diritto di rilevare direttamente da Lap Shun Hui l'intera quota azionaria di Packard Bell.
Fino al 2015 Packard Bell è stato un marchio di Acer Inc., acquisito nel 2008.

## Loghi storici

Logo Packard Bell usato negli Anni'90
Logo Packard Bell usato dal 2003 al 2009
Logo Packard Bell attualmente in uso